# كيني ميلر (كرة سلة)
كيني ميلر (بالإنجليزية: Kenny Miller)‏ مواليد 27 ديسمبر 1967 في إفرغرين بارك، هو لاعب كرة سلة أمريكي معتزل. بدأ مسيرته الاحترافية في سنة 1990. يبلغ طوله 6 قدم 8 بوصة (2.0 م). اعتزل اللعب في 2003.

## المسيرة الاحترافية
لعب مع دينامو باسكت ساساري في الدوري الإيطالي في موسم 1992–1993، ثم لعب مع فنربخشة لكرة السلة في الدوري التركي في موسم 1993-1994، ثم لعب مع بالونكيستو مالقا في الدوري الإسباني من سنة 1994 إلى 1997، ثم لعب مع غلطة سراي لكرة السلة في الدوري التركي في سنة 1997، ثم لعب مع بالونكيستو مالقا في الدوري الإسباني من سنة 1997 إلى 1999.

## روابط خارجية
- كيني ميلر على موقع الدوري الإسباني لكرة السلة (الإسبانية)
- كيني ميلر على موقع كرة السلة الأوروبية.كوم (الإنجليزية)
- كيني ميلر على موقع كلية كرة السلة في سبورتس رفرنس.كوم (الإنجليزية)
- كيني ميلر على موقع بروبوليرز (الإنجليزية)
- كيني ميلر على موقع سبورتس رفرنس (الإنجليزية)